# 名寄市
名寄市（日语：／ Nayoro shi */?）是位於北海道上川綜合振興局北部名寄盆地中央的城市，天鹽川和名寄川在此匯流，市區便位於天鹽川和名寄川之間。當地主要產業為農業，糯米的產量為全日本第一。當地也盛產蘆筍和南瓜。
名稱源自阿伊努語的「ナイオㇿプトゥ／nay-or-putu」，意思為注入到河川的地方，指的就是名寄川匯入天鹽川的河口。

## 歷史
- 1900年：來自山形縣東榮村（後併入藤島町、現為鶴岡市）的開墾團進入。
- 1902年：上名寄村、多寄村、下多寄村從劍淵戶長役場（現在的劍淵町）分離，並合設戶長役場於上名寄村。
- 1907年：與下名寄外一村戶長役場（現在的美深町）分離設置。
- 1909年4月1日：上名寄村成為北海道二級村。
- 1915年4月1日：上名寄村改制一級村。
- 1915年11月1日：上名寄村改制並改名為名寄町。
- 1920年6月1日：智惠文村從下名寄村分村。
- 1924年1月1日：下川村（現在的下川町）從名寄町分村。
- 1938年2月6日：多寄村改名為風連村。
- 1938年4月1日：風連村和多寄村分村。[3]
- 1953年8月1日：風連村改制為風連町。
- 1954年8月1日：智惠文村併入名寄町。
- 1956年4月1日：改制為名寄市。
- 2006年3月27日：名寄市與風連町合併為重新設立的名寄市。

## 交通

### 機場
- 旭川機場（位於東神樂町）

### 鐵路
- 北海道旅客鐵道
  - 宗谷本線：風連車站 - 名寄高校車站 - 名寄車站 - 日進車站 - （臨時站）智東車站（已廢止） - 北星車站（已廢止） - 智惠文車站 - 智北車站
- 過去曾有名寄本線和深名線，現皆已停駛。

|  |  |

### 道路
| 一般國道 - 國道12號 - 國道239號 | 道道 - 北海道道206號下川風連線 - 北海道道252號美深名寄線 - 北海道道292號智惠文停車場線 - 北海道道328號風連停車場線 - 北海道道537號旭士別線 - 北海道道538號旭名寄線 - 北海道道540號名寄停車場線 - 北海道道688號名寄遠別線 - 北海道道729號朱鞠內風連線 - 北海道道758號風連線 - 北海道道760號智惠文美深線 - 北海道道798號西風連名寄線 - 北海道道850號瑞生下士別線 - 北海道道939號日進名寄線 - 北海道道976號西風連士別線 |

## 觀光景點
| - 名寄市北國博物館 - 風連望湖台自然公園 - 農產出貨調整施設的壁畫 - 名寄鈴石（國指定天然記念物） - 名寄高師小僧（國指定天然記念物） | - 名寄祭（8月上旬） - 智惠文向日葵田（8月） - 國際雪彫大會（2月中） - 風連冬祭 - 日進雪節 - 白樺祭 - 風連鄉土祭 - 風連神社祭 |

## 教育

### 大學
| - 名寄市立大學 | - 北海道大學森林圈北管理部 |

### 高等學校
| - 道立北海道名寄高等學校（页面存档备份，存于） - 道立北海道名寄光凌高等學校 | - 道立北海道名寄農業高等學校 - 道立北海道風連高等學校 |

### 中學校
| - 名寄市立名寄中學校 - 名寄市立名寄東中學校 - 名寄市立智惠文中學校 | - 名寄市立風連中學校 - 名寄市立風連日進中學校 |

### 小學校
| - 名寄市立名寄小學校 - 名寄市立名寄南小學校 - 名寄市立名寄東小學校 - 名寄市立名寄西小學校 - 名寄市立豐西小學校 - 名寄市立中名寄小學校 | - 名寄市立智惠文小學校 - 名寄市立風連中央小學校 - 名寄市立風連下多寄小學校 - 名寄市立風連日進小學校 - 名寄市立東風連小學校 |

## 姊妹市・友好都市

### 日本
- 藤島町（山形縣東田川郡）：現已併入鶴岡市
- 杉並區（東京都）

### 海外
- 卡沃薩湖市（加拿大 安大略省）：於1969年8月1日締結姊妹城市。
- 多林斯克（俄羅斯 薩哈林州）：於1991年3月25日締結友好城市。

## 本地出身的名人
- ：漫畫家
- 名寄岩靜男：相撲力士、前大關
- 日笠雅人：前職業棒球選手、投手
- 松下由樹：女優

## 外部連結
- （日語）名寄旅遊（页面存档备份，存于）
- （日語）風連町觀光（页面存档备份，存于）
- （日語）名寄四季彩便（名寄名產線上購物）
- （日語）名寄地區籃球協會（页面存档备份，存于）
- （日語）名寄地方滑雪聯盟（页面存档备份，存于）
- （日語）名寄滑雪學校（页面存档备份，存于）
- （日語）北國文化會議（页面存档备份，存于）（名寄市推廣北方文化、藝文活動的團體）
- （日語）名寄樂團
- （日語）JA道北名寄（页面存档备份，存于）（名寄地區的農會）
- （日語）名寄4H俱樂部（農友社團）
- （日語）名寄商工會議所（页面存档备份，存于）
- （日語）名寄青年會議所（页面存档备份，存于）
- （日語）名寄獅子會（页面存档备份，存于）